# Johan Nicolaes Smits
Johan Nicolaes Smits (Eindhoven, 7 december 1744 - Eindhoven, 15 september 1813) is een voormalig burgemeester van de Nederlandse stad Eindhoven. 
Smits werd geboren als zoon van burgemeester Antoni Smits en Joanna Maria (Jeanette) van der Heijden. 
In 1773 en 1774 was hij burgemeester van Eindhoven, later bierbrouwer en wijnhandelaar, in 1796 luitenant van de Patriottische burgerwacht te Eindhoven. Hij kocht op 5 maart 1807 de Bredase brouwerij "De Drie Hoefijzers". 
Hij trouwde 1e te Eindhoven op 29 september 1771 met Aldegonda Hendrina van de Ven, dochter van Burgemeester Wilbort van de Ven en Elisabetha Valkenaers, gedoopt te Eindhoven op 26 oktober 1751, overleden in Eindhoven op 28 juli 1785. 
Hij trouwde 2e te Stratum op 29 april 1787 met Wilhelmina Huberta Kuijpers, dochter van Antonius Kuijpers en Joanna Maria Grunsven, gedoopt op 03 oktober 1757 te Stratum, overleden als brouwster op 30 mei 1841 te Eindhoven.